# Indischer Film
| Indische Kinospielfilmproduktion | Indische Kinospielfilmproduktion |
| Jahr                             | Anzahl                           |
| -------------------------------- | -------------------------------- |
| 1935                             | 233                              |
| 1945                             | 99                               |
| 1955                             | 288                              |
| 1965                             | 323                              |
| 1975                             | 471                              |
| 1985                             | 905                              |
| 1995                             | 795                              |
| 2002                             | 1.200                            |
| 2003                             | 877                              |
| 2004                             | 934                              |
| 2005                             | 1.041                            |
| 2006                             | 1.091                            |
| 2007                             | 1.146                            |
| 2008                             | 1.325                            |
| 2009                             | 1.288                            |
| 2010                             | 1.274                            |
| 2011                             | 1.255                            |
| 2012                             | 1.602                            |
| 2013                             | 1.724                            |
| 2014                             | 1.868                            |
| 2015                             | 1.907                            |

Als Indischer Film werden die Filmproduktionen auf dem Gebiet des heutigen Staates Indien bezeichnet. Im weiteren, entstehungshistorischen Sinn können aber auch die Produktionen des gesamten Subkontinents darunter verstanden werden. Noch vor dem US-amerikanischen Film ist der indische Film in der Anzahl seiner Jahresproduktionen weltweit führend.
Während für den US-amerikanischen Film die weltweite Dominanz der dortigen Filmindustrie die Ursache ist, liegen die hohen Produktionszahlen des indischen Films an dessen sprachlicher Diversität, die eher der europäischen vergleichbar ist, und an der großen Anzahl regelmäßiger Kinobesucher allein in Indien selbst bei dort günstigen Eintrittspreisen.
Die Produktionskosten sind gemessen am Weltmaßstab niedrig, doch sie steigen ebenso stetig. Eine am westlichen Vorbild orientierte Vermarktung von Stars und Filmen sorgt jedoch für hohe Besucherzahlen und guten Umsatz und Profit bei noch attraktiven Eintrittspreisen.

## Geschichte

### Die Anfänge 1896–1918
Die Geschichte des Films in Indien begann am 7. Juli 1896 mit der ersten Cinematograph-Aufführung von Filmen der Brüder Lumière in Watson’s Hotel in Bombay. Ab 1898 drehte der Bengale Hiralal Sen Theateraufführungen ab, doch erst im Dezember 1901 wurde die erste indische Dokumentaraufnahme eines aktuellpolitischen Ereignisses durch Harishchandra Sakharam Bhatavdekar gemacht. Neben kurzen Dokumentarfilmen entstanden in den ersten Jahren auch Theaterfilme. Es wurden Teile von Theaterstücken aus einer fixen Kameraposition abgefilmt, die dann als Pausenfüller oder im Anschluss an Vorstellungen als zusätzliche Attraktion in Theatern gezeigt wurden. Eines der ersten seiner Art, das sich auch auf Filmproduktion und Aufführung spezialisierte, war die von Jamshedji Framji Madan in Calcutta gegründete Madan Theatre Company mit dem ersten festen Kino 1907. Diese Institution entwickelt sich bis gegen Ende der Stummfilmzeit zur führende Kinokette und Filmproduktion des gesamten indischen Subkontinents von Ceylon bis Birma.
Das traditionelle indische Theater war eine Mischung aus Schauspiel, Tanz und Gesang. Dass diese dem Publikum vertrauten Komponenten später fließend in die Struktur auch der indischen Filme eingegangen sind, war deshalb nur natürlich.
Als Beginn des indischen Spielfilms gilt der 1912 gedrehte und am 3. Mai 1913 öffentlich uraufgeführte, mythologische Film Raja Harishchandra von Dhundiraj Govind Phalke. Er war im Gegensatz zu den anderen Streifen nicht bloß die Abfilmung einer Theateraufführung, sondern ein originäres Werk. Der Film war ein Erfolg, da das Publikum in Film erstmals eine Geschichte zu sehen bekam, die ihnen vertraut war. Der mythologische Film dominierte die Frühzeit des indischen Kinos. Frauen traten, wie auch beim Theater, nur selten als Darsteller in Erscheinung, da der Schauspielerberuf bei Frauen in der indischen Gesellschaft noch als anrüchig angesehen wurde.

### Hochzeit des Stummfilms 1918–1931
Gegen 1918 gehörte Phalke zu den führenden Filmregisseuren und -produzenten, doch seine mythologischen Streifen wurden zunehmend von action-orientierten Filmen und Melodramen verdrängt. Die Filmproduktion stieg beträchtlich und das Starsystem begann sich durchzusetzen. 1918 wurde der Indian Cinematograph Act von der britischen Kolonialregierung erlassen und 1919 die Zensur eingeführt, die insbesondere Gewaltszenen herauskürzen ließ, um dem indischen Nationalismus Einhalt zu gebieten.
Es wurden handlungsbedingt vor allem in Melodramen mehr und mehr Frauen im Film benötigt und dieser Bedarf wurde zumeist durch Anglo-Inderinnen gedeckt. Der Kontrast ihrer dunklen Augen und vergleichsweise hellen Haut war für das Schwarzweißkino dieser Zeit ebenfalls vorteilhaft. Sie entsprachen dem indischen Schönheitsideal des „fair teint“, was zur Etablierung von Stars führte. Dies machte sich die indische Filmindustrie zunutze und verkaufte ihre Filme fortan unter dem Label ihrer Hauptdarsteller.
1925 begann eine fruchtbare deutsch-indische Zusammenarbeit zwischen Franz Osten, einem Regisseur der Münchner Filmproduktionsgesellschaft Emelka, und dem Rechtsanwalt und Hobbyschauspieler Himansu Rai. Osten als Regisseur und Rai als Produzent schufen gemeinsam die drei Stummfilme Die Leuchte Asiens (1925), Das Grabmal einer großen Liebe (1928) und Schicksalswürfel (1929), die heute zu den 10 bis 12, meist nur noch fragmentarisch erhaltenen, indischen Stummfilmen aus einer Gesamtproduktion von mehr als 1268 Stummfilmen (Gesamtzahl: seit 1918 nach Zensurkarten beim National Film Archive of India) gehören. Sie hatten das historische Glück, in ausländischen Filmarchiven zu überleben, da sie für einen außerindischen Markt produziert wurden und weltweite Verbreitung fanden.
Schauspieler: Patience Cooper, Durgadas Bannerjee, Sulochana, Seeta Devi, Fatma Begum, Zubeida, Dhiren Ganguly, Dinshaw Bilimoria
Regisseure: Dhundiraj Govind Phalke, Baburao Painter, Dhiren Ganguly, Chandulal Shah, V. Shantaram

### Früher Tonfilm der 1930er und 1940er Jahre – Etablierung des Studiosystems
Nach der Veröffentlichung des ersten Tonfilms in Indien, Alam Ara, am 14. März 1931 gab es einen Produktionsschub. Das Studiosystem gelangte zu seiner Blüte, das System von Produktion plus Vertrieb in der Hand jeweils einer einzigen Gesellschaft setzte sich als zukunftsfähig durch.
Die führenden Firmen waren:
- Bombay Talkies (gegründet 1934 in Bombay von Himansu Rai)
- New Theatres (gegründet 1930 in Calcutta von B. N. Sircar)
- Prabhat Film Company (gegründet 1929 in Kolhapur von V. Shantaram, Vishnupant Damle, Sheikh Fattelal, Keshavrao Dhaiber und Sitarampant Kulkarni) und
- Ranjit Movietone (gegründet 1929 in Bombay von Chandulal Shah und Gohar Mamajiwala).

Schauspieler: Devika Rani, Ashok Kumar, Durga Khote, Prithviraj Kapoor, K. L. Saigal, Kanan Devi
Regisseure: P. C. Barua, Nitin Bose, Mehboob Khan, Sohrab Modi
Der erste auf einem internationalen Filmfestival aufgeführte indische Film war Sant Tukaram (1936) von Vishnupant Govind Damle und Sheikh Fattelal, der auf dem Filmfestival in Venedig 1937 gezeigt wurde.

## Regionale Kinoproduktionen

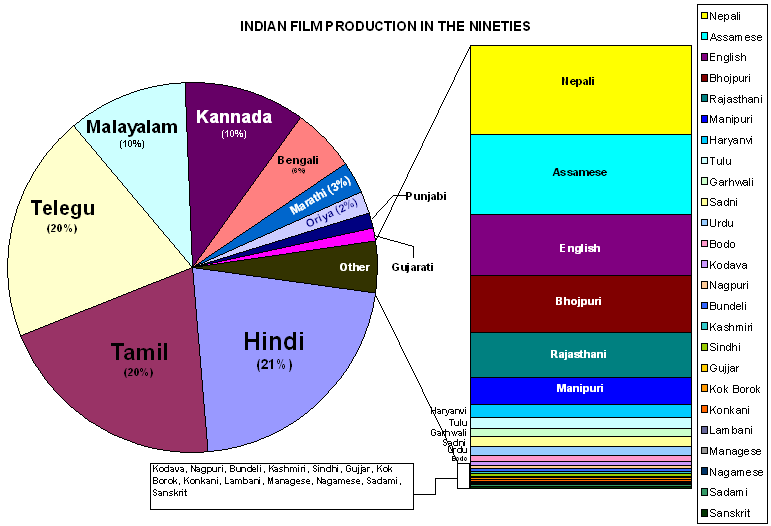
Ungefähre Verteilung der Filmproduktionen der 1990er Jahre auf die jeweiligen Sprachen

Der „indische Film“ ist ein Sammelbegriff für die einzelnen regionalsprachlichen Filmindustrien. Diese unterscheiden sich sowohl in den vorherrschenden Sujets als auch ihren Stars voneinander. Ein Austausch untereinander hat aber immer stattgefunden. Schauspieler und Regisseure haben von Beginn an manchmal auch in Filmen anderer Sprachen mitgewirkt, oder sind gänzlich in die anderen Produktionsstrukturen gewechselt.

### Hindi-Film
| Hindi-Filmproduktionen | Hindi-Filmproduktionen |
| Jahr                   | Anzahl                 |
| ---------------------- | ---------------------- |
| 1935                   | 154                    |
| 1945                   | 73                     |
| 1955                   | 125                    |
| 1965                   | 98                     |
| 1975                   | 119                    |
| 1985                   | 185                    |
| 1995                   | 157                    |

Die Hindi-Filmindustrie hat ihr Produktionszentrum in Mumbai und ist unter dem Namen Bollywood bekannt.
Schauspieler: Ashok Kumar, Raj Kapoor, Dilip Kumar, Dev Anand, Sunil Dutt, Dharmendra, Nargis, Nutan, Waheeda Rehman, Meena Kumari, Rajesh Khanna, Amitabh Bachchan, Anupam Kher, Sanjay Dutt, Sridevi, Rekha, Shahrukh Khan, Salman Khan, Saif Ali Khan, John Abraham, Rani Mukherjee, Preity Zinta, Aamir Khan, Aishwarya Rai, Madhuri Dixit, Kajol
Regisseure: Guru Dutt, Bimal Roy, Raj Kapoor, Baldev Raj Chopra, Yash Chopra, Mani Ratnam, Ram Gopal Varma, Karan Johar, Hrishikesh Mukherjee

### Tamilischer Film
| Tamil-Filmproduktionen | Tamil-Filmproduktionen |
| Jahr                   | Anzahl                 |
| ---------------------- | ---------------------- |
| 1935                   | 38                     |
| 1945                   | 11                     |
| 1955                   | 46                     |
| 1965                   | 56                     |
| 1975                   | 70                     |
| 1985                   | 190                    |
| 1995                   | 165                    |

Die tamilische Filmindustrie sitzt in Kodambakkam in Chennai. Sie wird auch Kollywood genannt.
Schauspieler: M. G. Ramachandran, Sivaji Ganesan, Gemini Ganesan, Sridevi, Kamal Haasan Rajinikanth, Madhavan, Vijay
Regisseure: Mani Ratnam

### Telugu-Film
| Telugu-Filmproduktionen | Telugu-Filmproduktionen |
| Jahr                    | Anzahl                  |
| ----------------------- | ----------------------- |
| 1935                    | 7                       |
| 1945                    | 5                       |
| 1955                    | 24                      |
| 1965                    | 50                      |
| 1975                    | 88                      |
| 1985                    | 198                     |
| 1995                    | 168                     |

Die Telugu-Filmindustrie hat ihr Zentrum in Hyderabad.
Schauspieler: A. Nageswara Rao, N. T. Rama Rao
Regisseure: K. Viswanath, T. Prakash Rao

### Malayalam-Film
Der Malayalam-Film kommt aus Thiruvananthapuram.
Schauspieler: Mammootty, Gopi, Mohanlal, PK Rosy
Regisseure: Ramu Kariat, Adoor Gopalakrishnan, M. T. Vasudevan Nair

### Kannada-Film
Die Produktionen des Kannada-Films entstehen im Bundesstaat Karnataka in Bengaluru.
Schauspieler: Rajkumar, Pandharibai
Regisseure: Girish Karnad

### Bengalischer Film

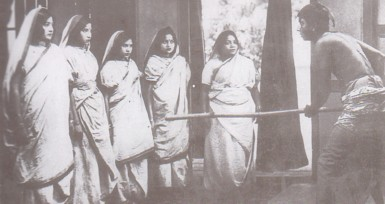
Szene aus Dena Paona (1931), dem ersten bengalischen Tonfilm

Der bengalische Film wird im Stadtteil Tollygunge in Kalkutta produziert.
Schauspieler: Uttam Kumar, Suchitra Sen, Utpal Dutt, Soumitra Chattopadhyay
Regisseure: Tapan Sinha, Ajoy Kar, Aparna Sen, Rituparno Ghosh, Gautam Ghosh

### Marathischer Film
Das Zentrum der marathischen Filmindustrie war in den 1920er und 1930er Jahren in den Städten Kolhapur und Pune. Wichtige Filmpersönlichkeiten gingen aus der Maharashtra Film Company und der Prahat Film Company hervor, darunter V. Shantaram. Heute entstehen die Produktionen größtenteils in Mumbai.

### Oriya-Film
Zu den bekanntesten Vertretern des Oriya-Films gehören der Regisseur Nitai Palit, der Regisseur und Schauspieler Prashanta Nanda und die Schauspielerin Jharana Das.

### Indische Filme von Auslandsindern und westlichen Regisseuren
Die Filme von Auslandsindern sind überwiegend im Ausland produziert und meist in englischer Sprache. Sie behandeln häufig Themen von Auslandsindern oder Nicht-Indern indischer Herkunft, aber auch politisch und soziokulturell Brisantes auf dem Subkontinent. Damit sind sie zwar keine indischen Filme im eigentlichen Sinne, doch als Randerscheinung mit Inspirationen aus dem indischen Film artverwandt. Während diese Filme in Europa und in den USA in der Rezeption durchaus wahrgenommen werden, spielen sie in Indien selbst kaum eine bis keine Rolle. Zu den bekanntesten indischstämmigen Regisseuren dieser Filme gehören Mira Nair, Gurinder Chadha, Shekhar Kapur und Deepa Mehta sowie der Produzent Ismail Merchant.
Daneben ist Indien mit seiner Geschichte und hinduistisch dominierten Kultur – wie schon bei den deutsch-indischen Produktionen der 1920er Jahre – auch eine attraktive Themenquelle für westliche Filmemacher. Gemeinsam mit Ismail Merchant drehte James Ivory seit den 1960er Jahren mehrere indienbezogene Filme. 1972 entstand in den USA die Hermann-Hesse-Verfilmung Siddhartha mit Shashi Kapoor in der Hauptrolle. In Indien, ausschließlich mit indischen Darstellern und in bengalischer Sprache wurde 2004 auch Florian Gallenbergers deutsche Produktion Schatten der Zeit gedreht.
Die in beiden Arten von Filmen mit Auslandsbezug auftretenden indischen Schauspieler gehören in auffälliger Weise nicht zu den Stars des einfachen Massenunterhaltungskinos, bekannte Darsteller wie Shabana Azmi, Kulbhushan Kharbanda oder Anupam Kher sind dennoch häufig zu sehen.

## Unterhaltungsfilm
Indische Unterhaltungsfilme haben, gleich aus welcher Region sie kommen, viele Gemeinsamkeiten.
Indische Filme sind lang, zwei bis drei Stunden Laufzeit sind die Regel, unterbrochen durch eine obligatorische Pause („Intermission“).
Die Handlungsmuster sind einfach, die Erzählgeschwindigkeit langsam. Die Filme sind eine Mischung aus romantischem Melodram, Komödie und Action.
In regelmäßigen Abständen wird die Handlung durch vertanzte Musik und Gesangseinlagen unterbrochen. Mitunter wird hierdurch aber auch die Handlung vorangetrieben.
Von Schauspielern wird erwartet, dass sie tanzen können. Die Choreographien der zahlreichen (Gruppen)tanzeinlagen (siehe auch „Bollywoodtanz“) ähneln sich immer wieder.
Der Gesangspart wird von professionellen Playbacksängern übernommen, die in Indien eigenständige Stars sind. Die erfolgreichen Schwestern Lata Mangeshkar und Asha Bhosle haben jeweils schon Musik zu über 800 Filmen beigetragen. Weitere Playbacksänger: Kishore Kumar, Mohammed Rafi, Mukesh, Geeta Dutt, Manna Dey, Alka Yagnik, Udit Narayan, Sonu Nigam, Sukhwinder Singh
Die Musik wird eigens für den Film komponiert und außerhalb des Films auch im Musikfernsehen ausgestrahlt. Erfolgreiche Komponisten aus den früheren Jahren (bis in die 1980er) sind: Pankaj Mullick, Naushad, Sachin Dev Burman, Shankar-Jaikishan, Ravi, Laxmikant-Pyarelal, Kalyanji-Anandji, Madan Mohan und Rahul Dev Burman. Seit den 1990er Jahren gewannen vor allem Bappi Lahiri, A. R. Rahman, Anu Malik und Nadeem-Shravan an Bedeutung und Popularität.

## Künstlerischer Film
- Bengalen – Satyajit Ray, Mrinal Sen, Ritwik Ghatak
- Tamil – Balu Mahendra
- Neuer Indischer Film – Shyam Benegal – Shabana Azmi, Smita Patil, Naseeruddin Shah, Om Puri, Kulbhushan Kharbanda
- andere – Adoor Gopalakrishnan

## Auszeichnungen
Die Auszeichnungen für den gesamtindischen Film sind die jährlichen National Film Awards. Dabei wird in Erinnerung an den Gründungsvater des indischen Films auch der Dadasaheb Phalke Award als höchste staatliche Auszeichnung für das Lebenswerk eines indischen Filmschaffenden verliehen.
Der erste oscarnominierte indische Spielfilm war Mehboob Khans Bharat Mata (1957); ebenfalls nominiert waren Ashutosh Gowarikers Lagaan (2001) und die Dokumentarfilme The House That Ananda Built (1967) von Fali Bilimoria und An Encounter with Faces (1978) von Vidhu Vinod Chopra.

## Rezeption in Deutschland
Abgesehen von den ohnehin auf ein westliches Publikum zielenden deutsch-indischen Stummfilmkoproduktionen von Franz Osten und Himansu Rai, wurden die ersten indischen Filme in Deutschland Mitte der 1950er Jahre bis etwa 1960 in den Kinos der Deutschen Demokratischen Republik (DDR) gezeigt. Darunter waren Awaara und Shri 420 von Raj Kapoor, Jhansi Ki Rani von Sohrab Modi und Do Bigha Zamin von Bimal Roy. Diese und zahlreiche andere indische Unterhaltungsfilme wurden auch im DFF-Fernsehen ausgestrahlt.
In der Bundesrepublik Deutschland fand zunächst der indische Kunstfilm im Rahmen der Berlinalen in den 1960er Jahren Aufmerksamkeit. Die erste Fernsehausstrahlung war demgemäß auch 1967 Satyajit Rays Mahanagar, gefolgt von dessen Apu-Trilogie 1968 und Charulata 1969. Diese „Welle“ dauerte bis Mitte der 1970er Jahre an. In der DDR wurden zur gleichen Zeit ebenfalls wieder indische Unterhaltungs- und Kunstfilme in Kino und Fernsehen gezeigt.
Eine weitere „Welle“ indischer Filmproduktionen wurde in Ost wie West von etwa 1984 bis 1987 im Fernsehen gezeigt. Der Schwerpunkt lag dabei jeweils auf künstlerisch anspruchsvollen Filmen Shyam Benegals, Mrinal Sens.
1996 zeigte der WDR noch eine kleine Reihe von Filmen Ritwik Ghataks und 1997 waren auf ARTE die späten Filme Satyajit Rays zu sehen, bevor es um den indischen Film wieder ruhig wurde.
Seit 2004 ist eine Renaissance des Interesses am indischen Film zu erkennen und das deutsche Fernsehen synchronisiert und strahlt wieder indische Filme aus. Hauptsächlich handelt es sich diesmal um Hindi-Filme, die meist auf RTL 2 oder VOX laufen. Im Rahmen eines 24-stündigen Thementages „Indien entdecken“ zeigte aber auch 3sat am 1. November 2006 gleich mehrere Bollywood-Filme, u. a. Monsoon Wedding.